# Аполо 10
Аполо 10 (енгл. Apollo 10) је била друга мисија друга мисија којој је задатак био упутити се у орбиту око Месеца са целокупном летелицом која се овај пут састојала од свих саставних делова: командног модула, сервисног модула (којег су звали Чарли Браун) и месечевог модула (којег су звали Снупи). Летелица Аполо 10 лансирана је успешно из Свемирског центра Кенеди 18. маја 1969.
Примарни задаци ове мисије били су оспособљавање и тестирање посаде, уређаја и летелице за пружање подршке летелици и посади која ће у следећој мисији извршити задатак слетања на Месец, као и тестирање самог месечевог модула у условима месечеве орбите и природе. Може се рећи да је ова мисија била генерална проба за стварно слетање на Месец у мисији Аполо 11. 
Дана 22. маја 1969. Томас Стафорд и Џин Сернан ушли су у месечев модул, и активирали потиснике како би га одвојили од комадног модула што је успешно учињено па се месечев модул нашао у месечевој орбити што је омогућило да се приближе Месецу на до тада најближу тачку од 8,9 km изнад површине. Сви системи месечевог модула током самосталног лета били тестирани укључујући комуникационе уређаје, погон, контролне уређаје и радар.
Месечев и командни модул спојили су се 23. маја након 8 сати раздвојености и 31 орбите око Месеца. Сви системи на летелици функционисали су добро изузев система за аутоматско навођење месечевог модула. При повратку на Земљу, посада Апола 10 је поставила Гинисов рекорд у брзини кретања – 39,897 километара на час.
Посада је током лета начинила детаљне фотографије и упутила бистре телевизијске снимке месечеве површине које су виђене широм света. Командни модул из ове мисије налази се у Музеју наука у Лондону.
У септембру 1970, командни модул је пар дана био изложен на београдском Тргу Маркса и Енгелса.